# Eurylepis taeniolata
Espèce
Synonymes
- Eumeces taeniolatus (Blyth, 1854)
- Eurylepis taeniolatus Blyth, 1854
- Plestiodon scutatus Theobald, 1868
- Eurylepis scutatus (Theobald, 1868)
- Eumeces yemenensis Al-Safadi, 1989
- Eumeces taeniolatus arabicus Shcherbak, 1990
- Eurylepis taeniolatus arabicus (Shcherbak, 1990)
- Eumeces taeniolatus parthianicus Shcherbak, 1990
- Eurylepis taeniolatus parthianicus (Shcherbak, 1990)

Eurylepis taeniolata est une espèce de sauriens de la famille des Scincidae.

## Répartition
Cette espèce se rencontre :
- en Inde dans les États du Jammu-et-Cachemire, du Pendjab, du Rajasthan et du Gujarat ;
- au Pakistan ;
- en Afghanistan ;
- au Turkménistan ;
- dans le nord-est de l'Iran ;
- en Irak ;
- en Jordanie ;
- en Arabie saoudite ;
- dans le sud du Yémen.

## Liste des sous-espèces
Selon The Reptile Database (26 avril 2014) :
- Eurylepis taeniolata arabica (Szczerbak, 1990)
- Eurylepis taeniolata parthianica (Szczerbak, 1990)
- Eurylepis taeniolata taeniolata Blyth, 1854

## Publications originales
- Blyth, 1854 : Proceedings of the Society. Report of the Curator, Zoological Department. Journal of the Asiatic Society of Bengal, vol. 23, p. 729-740 (texte intégral).
- Shcherbak, 1990 : Systematics And Geographic Variability Of Eumeces-Taeniolatus Sauria Scincidae [in Russian]. Vestnik Zoologii, Kiev, vol. 3, p. 33-40.